# نادي وفاق أزغنغان

نادي جمعية الوفاق الرياضي لأزغنغان هو نادٍ رياضي مغربي من أزغنغان. النادي المعروف اختصارا وفاق أزغنغان يشارك في الدوري المغربي للهواة - شطر الشرق، تأسس سنة 1992.